# Wityny
Wityny (niem. Wittinnen) – osada w Polsce położona w województwie warmińsko-mazurskim, w powiecie ełckim, w gminie Ełk. Osada leży nad jeziorem Jachimowo (Wityny).
W latach 1975–1998 miejscowość administracyjnie należała do województwa suwalskiego.